# 施鴻鄂
施鴻鄂（1934年11月15日—2008年3月11日）是一位中國男高音歌唱家。

## 生平
祖籍上海，1934年11月15日生於漢口。1950年考入上海音樂學院聲樂系，1956年，赴保加利亞留學，就讀於索非亞國立音樂學院聲樂系，師從聲樂家勃倫巴洛夫（Christo Brambarov）。1962年畢業時，在芬蘭赫爾辛基第八屆世界青年聯歡節古典聲樂比賽中以一曲《黎明》（Mattinata）贏得最高分，榮獲金獎，為二十世紀以來從事美聲唱法的華人歌唱家在國際樂壇上獲得首獎之第一人。同年回國後，在上海歌劇院擔任主要演員，曾先後在《蝴蝶夫人》、《托斯卡》、《卡門》、《多布杰》、《楚霸王》等歌劇中扮演主要角色。施鴻鄂音色明亮，音質柔潤，音域寬廣，音量宏大，能以多種外語演唱歌劇和藝術歌曲，同時也善於演繹中國民族歌曲。「文化大革命」爆發後，被迫演唱一些不適合自己條件的曲目(包括京劇)。1970年代末，重新投入美聲歌唱事業，擔任上海歌劇院院長，多次應邀到日本、馬來西亞、英國、德國、奧地利、美國等國演出，舉辦獨唱音樂會和聲樂講座。1995年，在美國路易斯安那州首府巴吞鲁日舉行音樂會，極為成功，被授予該市榮譽市長的殊榮。1995年退休後，擔任上海音樂協會副主席、中國國際文化交流中心理事。
2008年3月11日因心臟病突發逝世於上海徐匯區中心醫院。

## 家庭
施鴻鄂之妻為著名歌唱家朱逢博。

## 代表曲目
《啊！我的太陽》（O Sole Mio）、《桑塔露琪婭》（Santa Lucia）、《瑪麗亞·瑪麗》（Maria Mari）、《負心人》（Core 'ngrato）、《富尼古利．富尼古拉》（Funiculi funicula）、《重歸蘇連托》（Torna a Surriento）等。中國曲目有《松花江上》、《牧歌》、《滿江紅》、《生命的星》等。